# 4月9日
4月9日（しがつここのか）は、グレゴリオ暦で年始から99日目（閏年では100日目）にあたり、年末まではあと266日ある。

## できごと

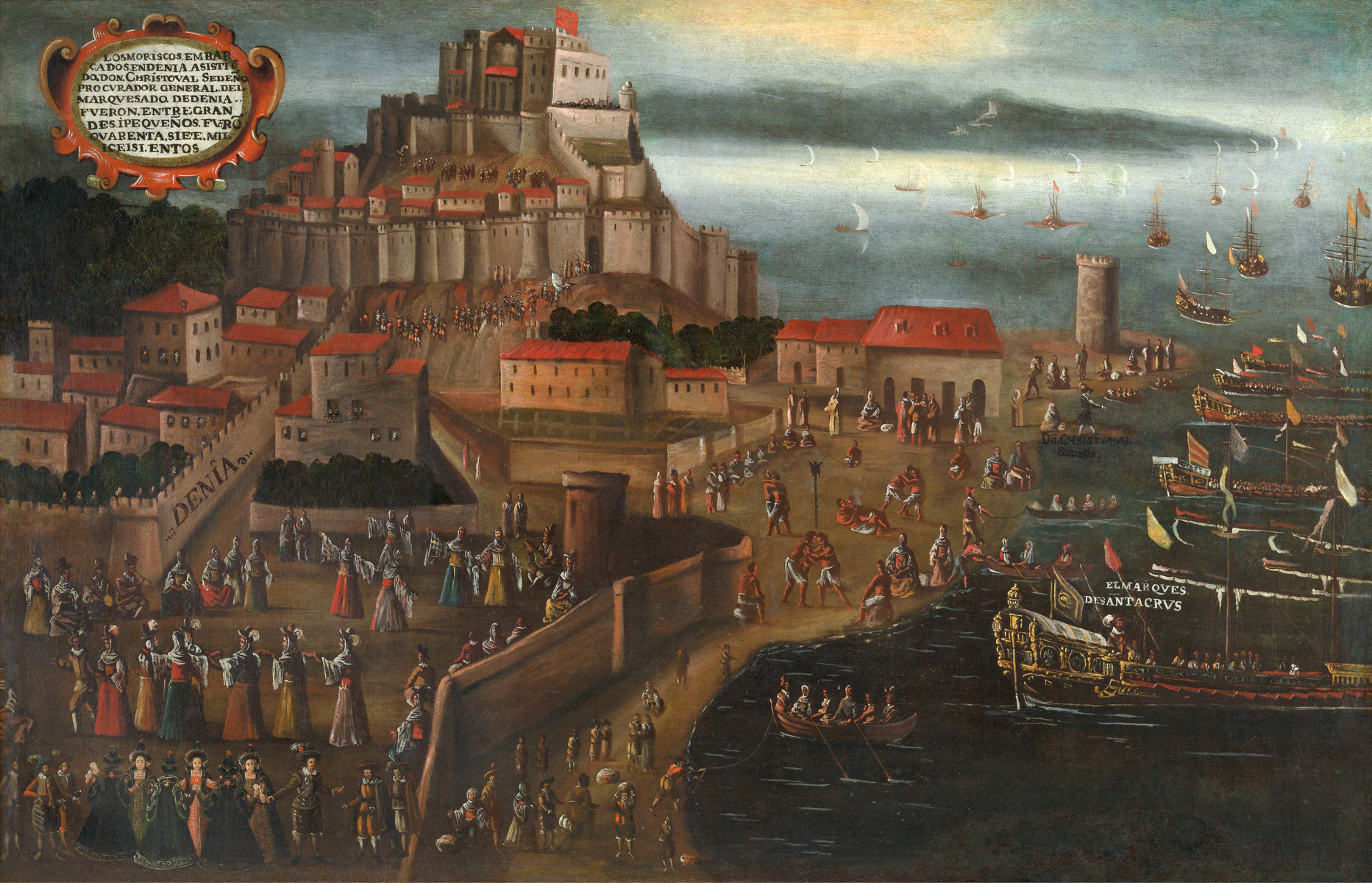
イベリア半島に残留したムスリムであるモリスコ追放の勅令(1609)

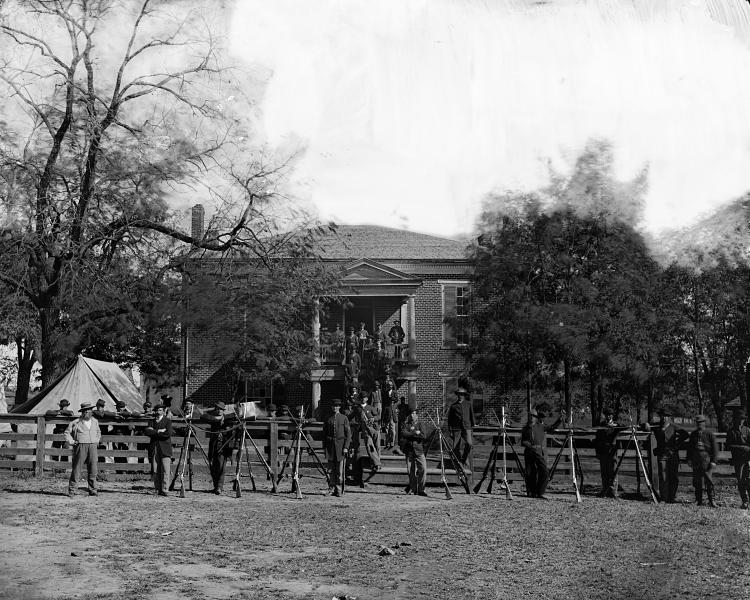
アポマトックス・コートハウスの戦いで南部連合司令官ロバート・リーが降伏し南北戦争終結(1865)。

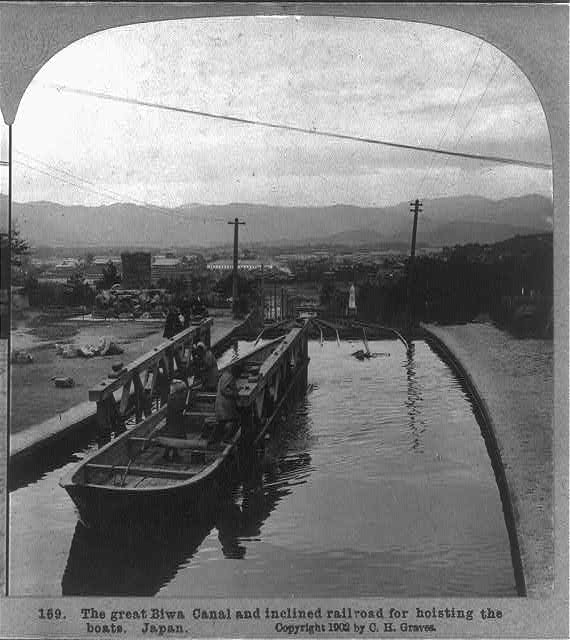
琵琶湖疏水（第一疏水）竣工式(1890)。画像は1902年のインクラインと船。

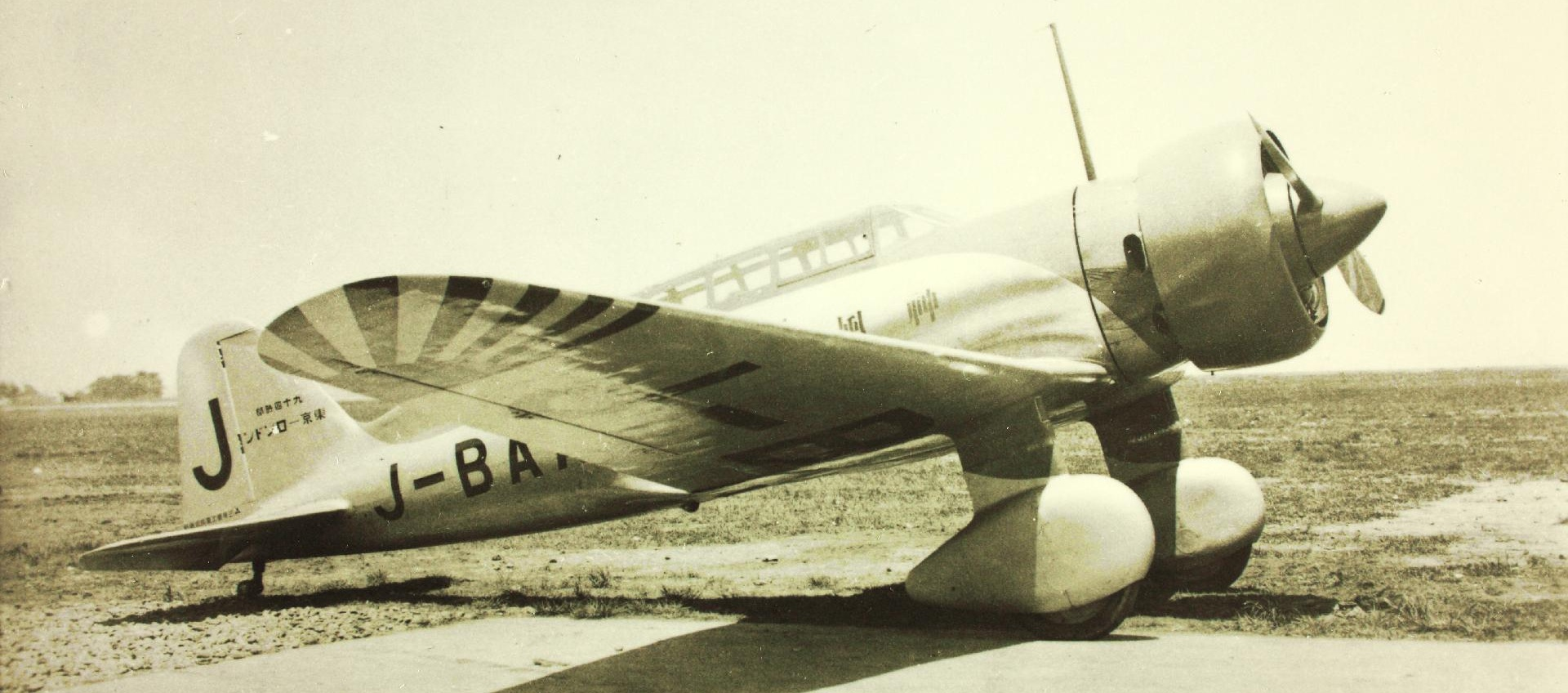
朝日新聞社の神風号、ロンドンに到着(1937)。

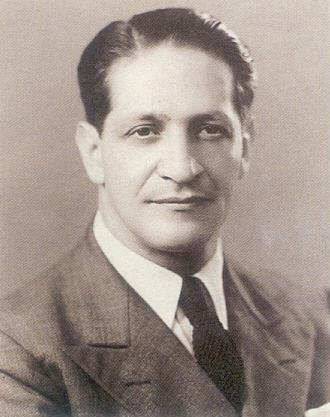
ホルヘ・エリエセル・ガイタン暗殺。ボゴタ暴動の契機に（1948）。

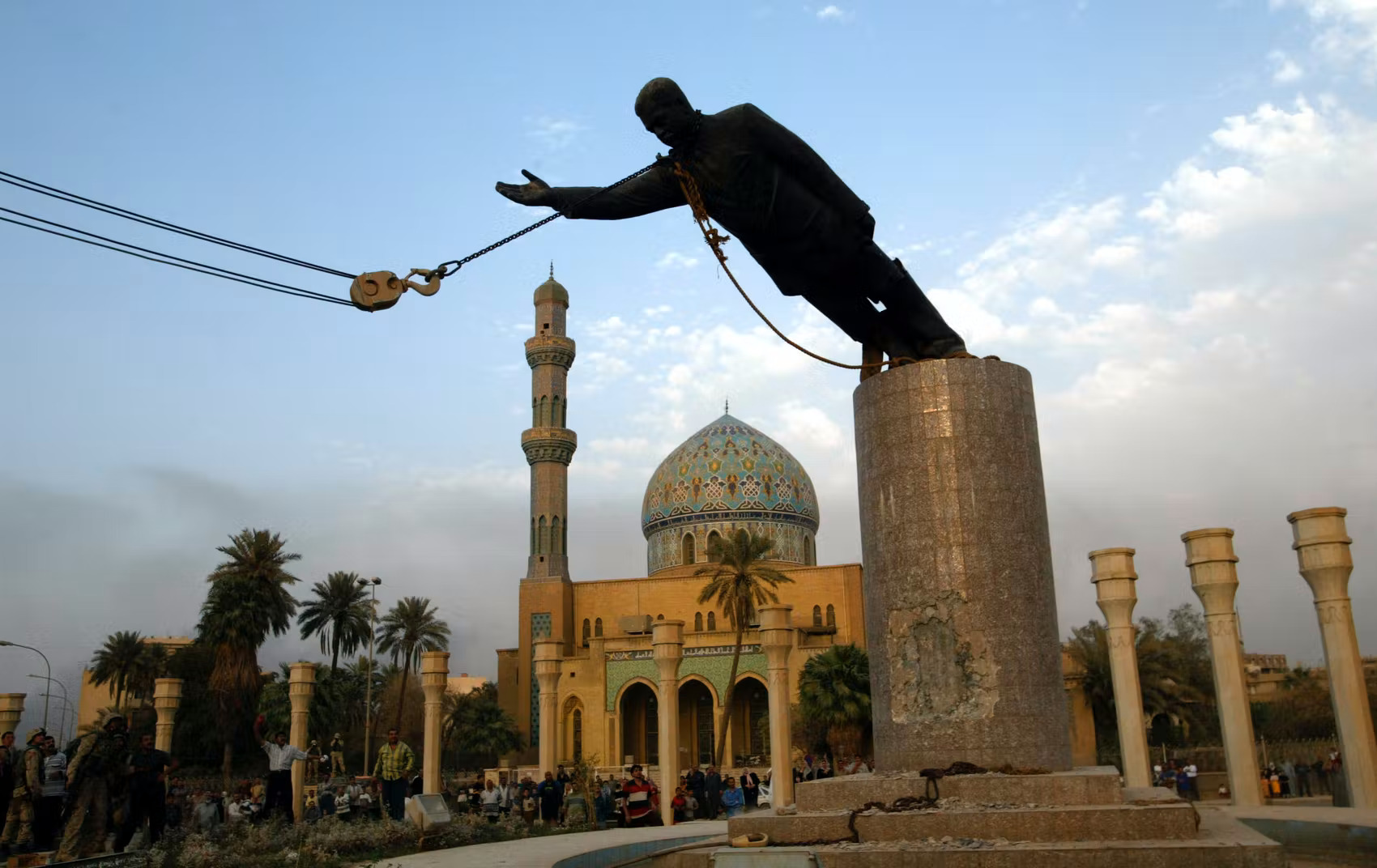
イラク戦争、バグダードが事実上陥落(2003)。

- 193年 - セプティミウス・セウェルスが軍団の支持を得てローマ皇帝に即位。
- 702年（大宝2年3月8日） - 文武天皇が、日本で初めて全国的に統一された計量単位（度量衡）を定める。
- 1241年 - ワールシュタットの戦い。モンゴル帝国軍がポーランド・ドイツ軍を敗る。
- 1333年（元弘3年/正慶2年閏2月24日） - 鎌倉幕府により隠岐島に流されていた後醍醐天皇が、隠岐を脱出し京に向かう[1]。
- 1413年 - イングランド王ヘンリー5世が戴冠。
- 1440年 - クリストファ3世がデンマーク王に即位。
- 1483年 - イングランド国王エドワード4世が死去。エドワード5世が即位。
- 1609年 - スペイン王フェリペ3世がモリスコ追放の勅令に署名する。
- 1782年 - アメリカ独立戦争: セインツの海戦が始まる。
- 1788年（天明8年3月4日） - 寛政の改革: 江戸幕府第11代将軍・徳川家斉が老中・松平定信を将軍輔佐とする。
- 1834年（天保5年3月1日） - 天保の改革: 水野忠邦が江戸幕府老中に就任。
- 1858年（安政5年2月26日） - 飛越地震が発生する。
- 1860年 - フォノトグラフにより世界で初めて音声が記録される。
- 1863年（文久3年2月22日） - 京都で足利三代木像梟首事件が発生。
- 1865年 - アメリカの南北戦争で、南軍のリー将軍が降伏宣言し、戦争が終結。
- 1890年 - 第3代京都府知事北垣国道が、田邉朔郎、島田道生らを登用し、工事に5年の歳月を費やした琵琶湖疏水（第一疏水）の竣工式が、夷川船溜で行われる[2]。
- 1922年 - 神戸で日本農民組合結成。
- 1928年 - トルコが憲法からイスラム教を国教とする条項を廃止。
- 1935年 - 天皇機関説事件：美濃部達吉の著書『憲法概要』など5点が出版法違反で発禁処分に。
- 1937年 - 朝日新聞社の「神風号」がロンドンに着。東京～ロンドン間1万5357kmを、94時間17分56秒、給油や仮眠時間などを除いた実質飛行時間51時間19分23秒の世界記録で飛行する[3]。
- 1939年 - 天津イギリス租界事件。天津のイギリス租界で親日派の海関監督・程錫庚が抗日ゲリラにより暗殺される。
- 1940年 - 第二次世界大戦: ヴェーザー演習作戦。ナチス・ドイツがノルウェー・デンマークへ侵攻。ノルウェー国王ホーコン7世がイギリスに亡命。
- 1942年 - 第二次世界大戦: 日本軍がフィリピンのバターン半島を占領。（バターン死の行進）
- 1945年 - 第二次世界大戦: キールに停泊中のドイツの重巡洋艦アドミラル・シェーアがイギリス空軍機の爆撃を受け沈没。
- 1948年 - デイル・ヤシーン事件: エルサレム西部のデイル・ヤシーン村を、ユダヤ人特攻隊が攻撃、多数の住民が犠牲になる。
- 1948年 - コロンビアのボゴタで自由党党首ホルヘ・エリエセル・ガイタンが暗殺される。ボゴタ暴動の発端に。
- 1952年 - もく星号墜落事故。搭乗員37人全員死亡[4]。
- 1957年 - 第二次中東戦争以降閉鎖されていたスエズ運河の通行が再開。
- 1959年 - 国民年金法成立。
- 1965年 - 世界初のドーム球場・アストロドームが開場[5]。
- 1974年 - 富士山頂所有権訴訟で最高裁が国の上告を棄却。富士山八合目以上が富士山本宮浅間神社の境内地であることを確認。
- 1974年 - 鹿児島県阿久根市と出水郡長島町を結ぶため、黒之瀬戸海峡上に架橋された黒之瀬戸大橋が開通[6]。
- 1977年 - 静岡県水窪町の町道を走行中の国鉄路線バスの屋根に5トンの岩が落下、中学生2人が死亡[7]。
- 1981年 - 米原潜当て逃げ事件。
- 1984年 - 東急田園都市線が全通。
- 1988年 - 翌日の瀬戸大橋の開通に伴い、宇野 - 高松の宇高連絡船が高速艇を除きこの日限りで廃止。
- 1989年 - グルジア・ソビエト社会主義共和国（グルジアSSR・現ジョージア）のトビリシで4月4日以降本格化した抗議運動に対してソビエト連邦軍が攻撃、後に「4月9日の悲劇」と呼ばれる虐殺事件が起こる。
- 1991年 - グルジアがソビエト連邦から独立。
- 1995年 - 東京都知事選挙で青島幸男が、大阪府知事選挙で横山ノックが当選。
- 2003年 - イラク戦争: イラクの首都バグダードが事実上陥落。
- 2005年 - 中華人民共和国各地で大規模な反日デモが発生。
- 2005年 - イギリス王太子チャールズ（のちのチャールズ3世）がカミラ・パーカー・ボウルズと結婚。
- 2006年 - 阪神の金本知憲が904試合連続イニング出場でカル・リプケン・ジュニアを抜き、世界新記録を達成。
- 2007年 - らき☆すたのテレビアニメが放送開始。アニメによる町おこしの成功例として取り上げられる。
- 2008年 - オアシス香港航空が運行を停止。
- 2008年 - 大韓民国（第六共和国）で、第18代総選挙が行われる。
- 2014年 - MicrosoftのOSであるWindows XPの延長サポート終了。
- 2017年 - エジプトのタンタとアレクサンドリアの教会で爆発事件があり、合わせて40人余りが死亡した[8]。
- 2019年 - 2024年上期を目処に日本銀行券（紙幣）を改刷することが発表される[9]。

## 誕生日

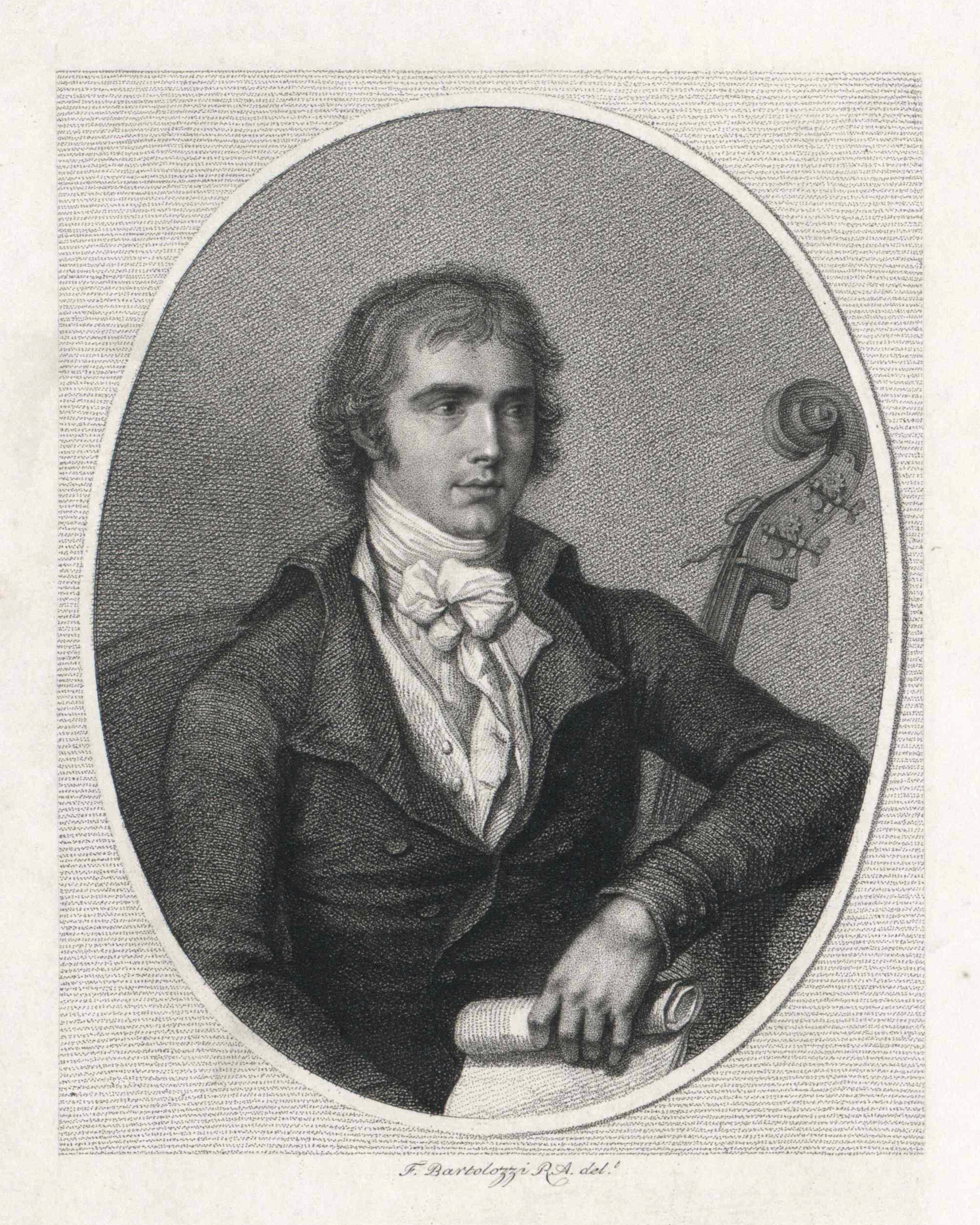
コントラバス奏者ドメニコ・ドラゴネッティ(1763-1846)誕生。卓越した演奏技術でコントラバスの地位を高めた。

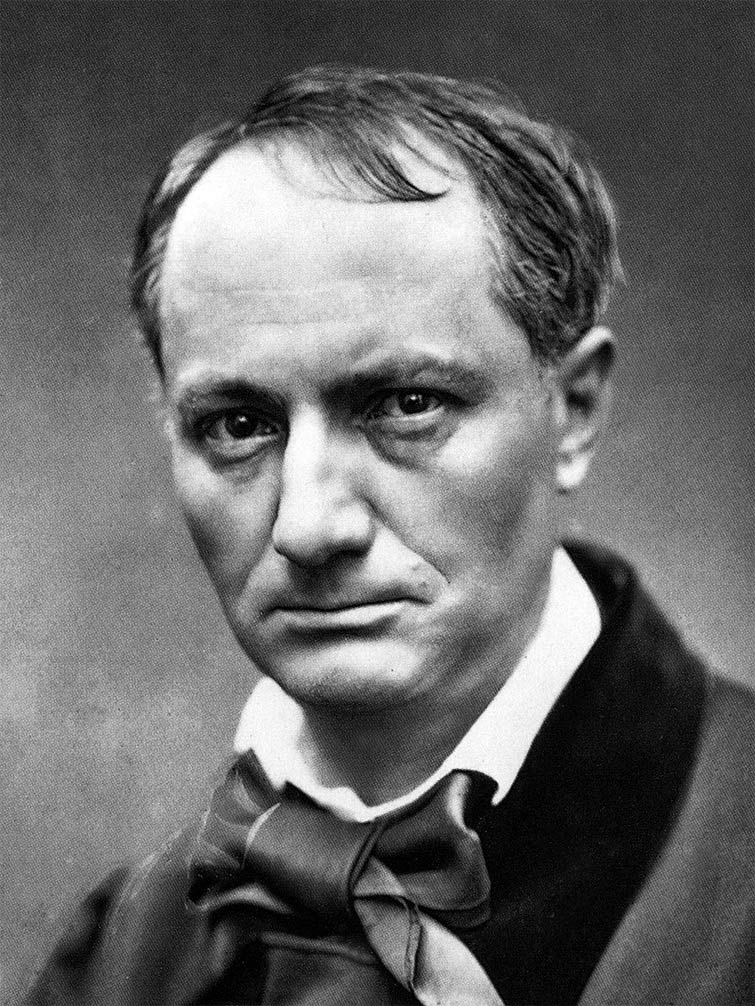
近代詩の原点、詩人シャルル・ボードレール(1821-67)誕生。

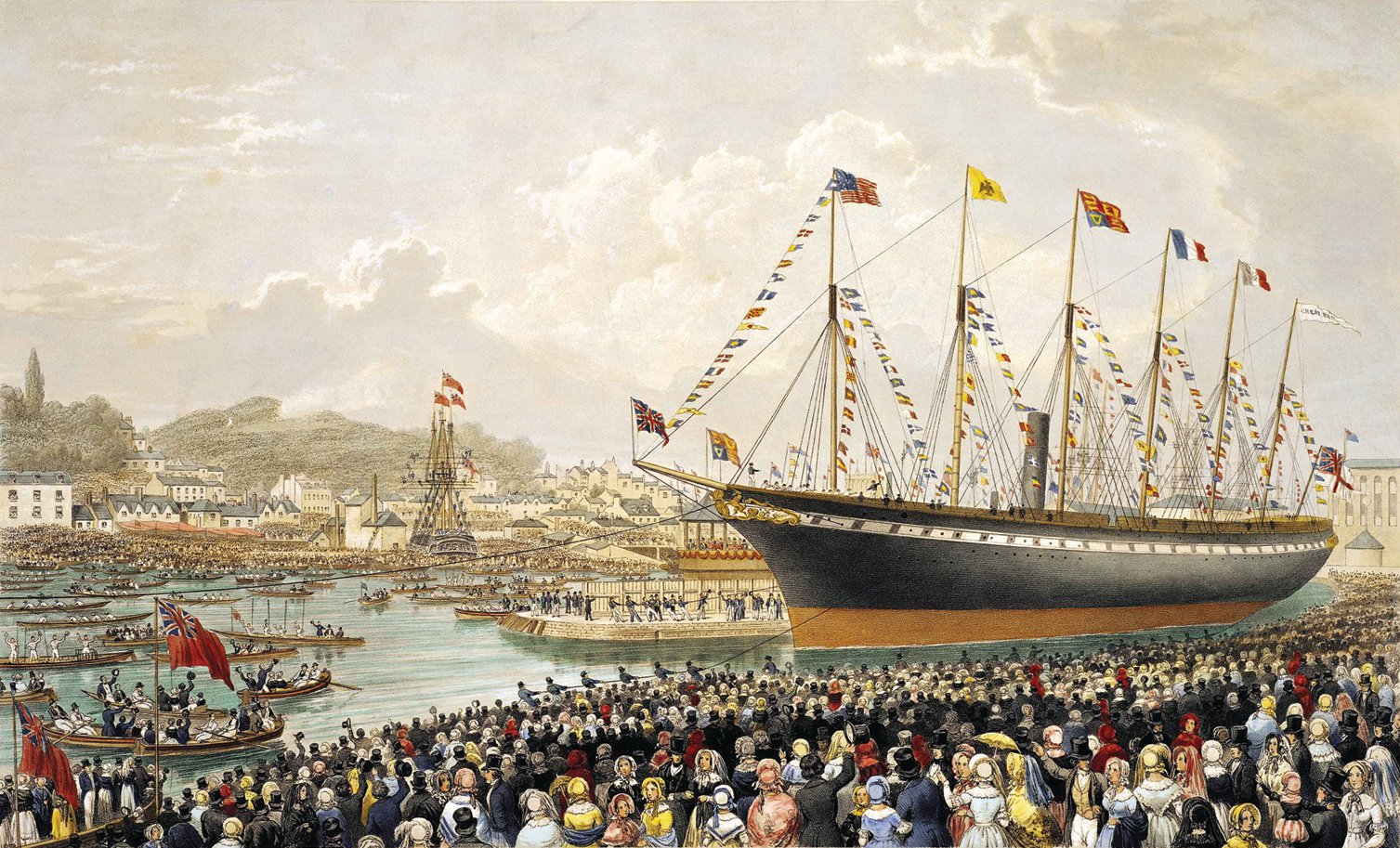
エンジニア、イザムバード・キングダム・ブルネル(1806-1859)。画像の蒸気船グレートブリテン(1843)は当時世界最大。

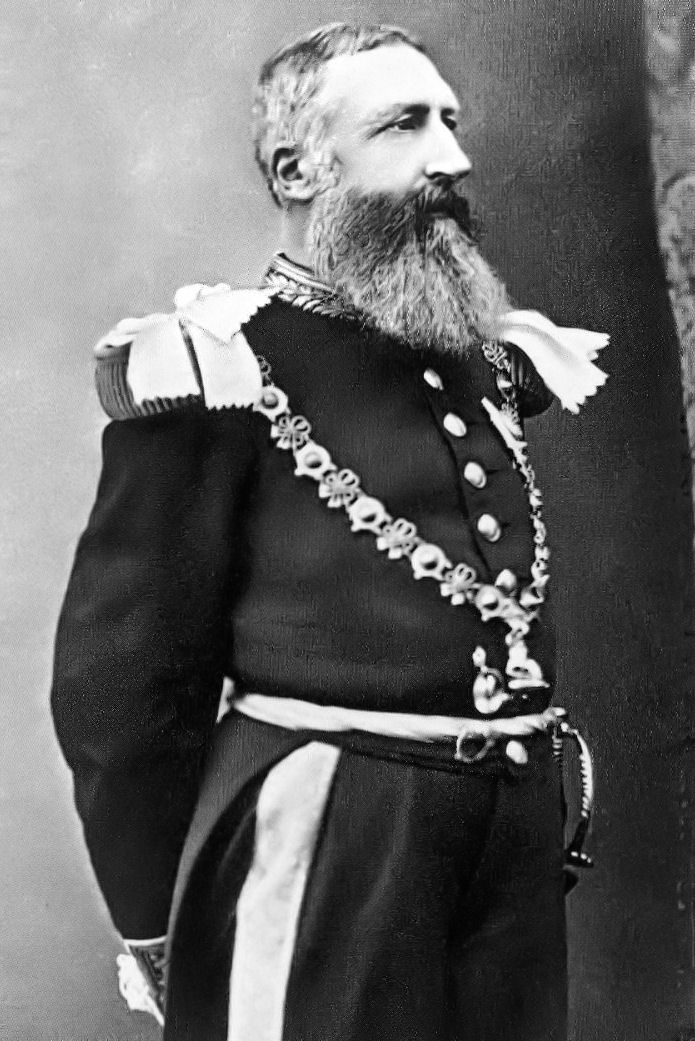
ベルギー王レオポルド2世(1835-1909)。コンゴを植民地化し虐政を行った。

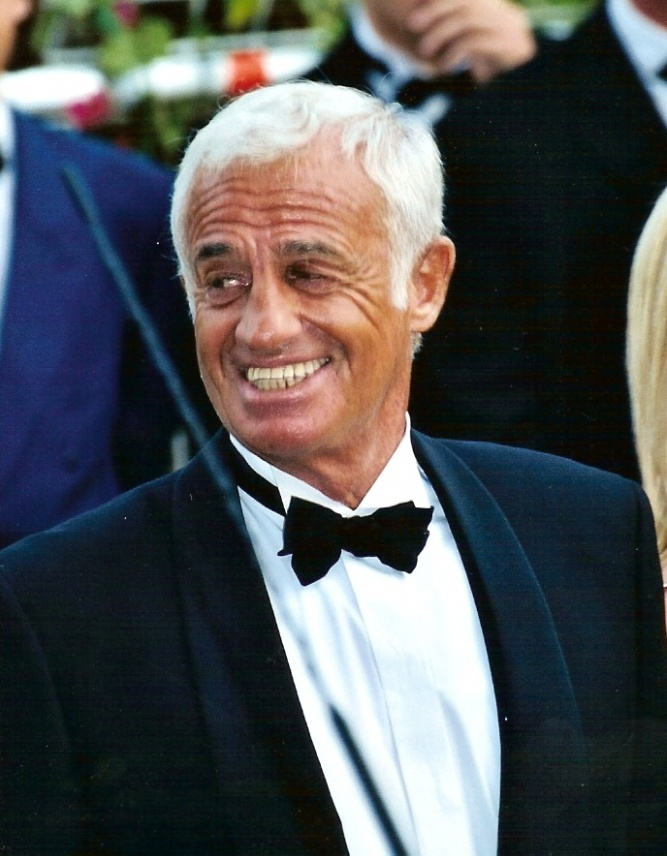
俳優ジャン＝ポール・ベルモンド(1933-2021)。ゴダールの『勝手にしやがれ』(1959)で一躍スターとなった。

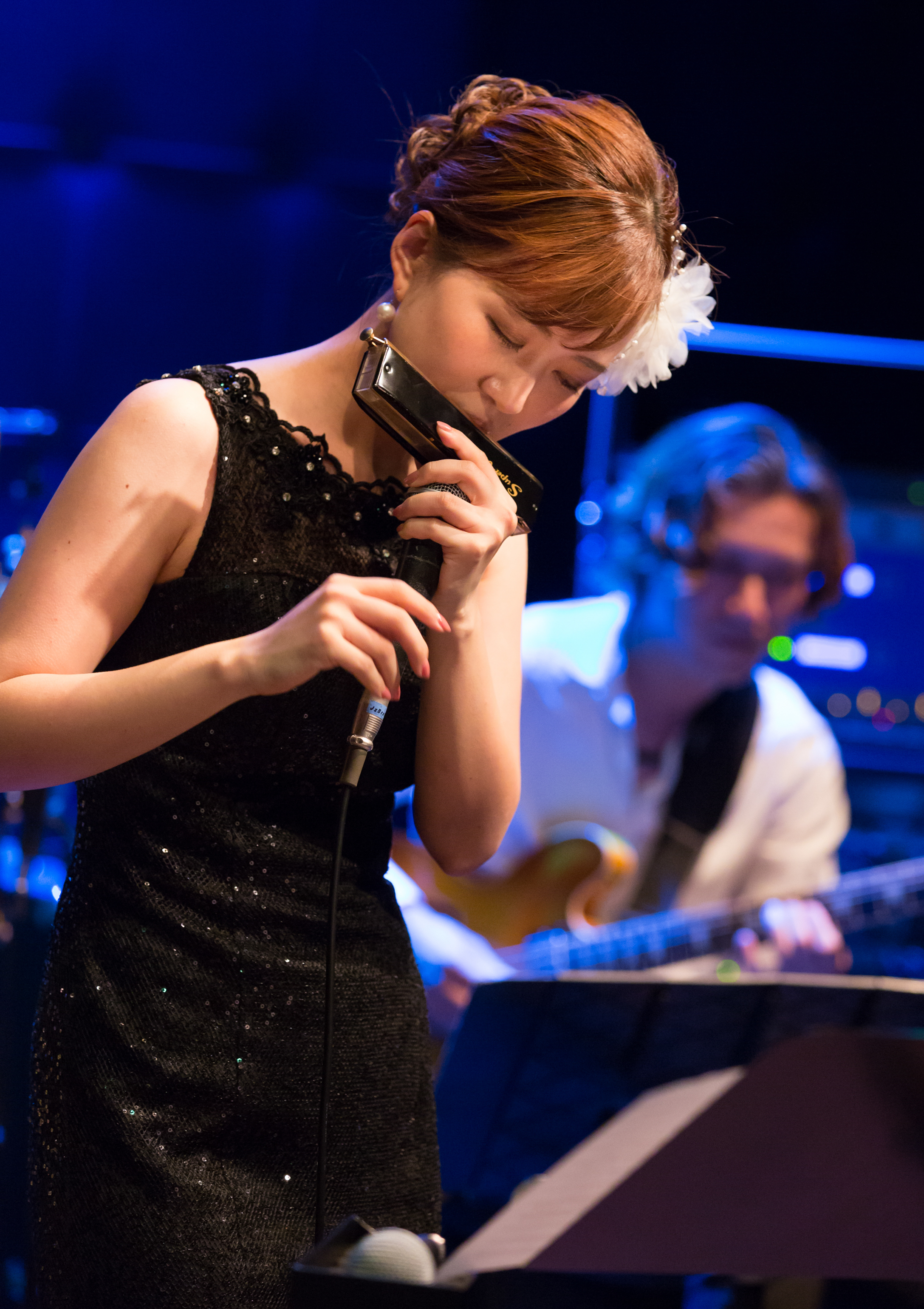
ハーモニカ奏者南里沙(1987-)誕生。

### 人物
- 1676年（延宝4年2月26日） - 小笠原長円、豊前中津藩4代藩主（+ 1713年）
- 1748年（延宝4年3月12日） - 毛利匡満、長門長府藩9代藩主（+ 1769年）
- 1757年 - エドワード・ペリュー、軍人（+ 1833年）
- 1770年 - トーマス・ゼーベック、物理学者、医師（+ 1831年）
- 1771年（明和8年2月25日） - 片桐貞彰、大和小泉藩7代藩主（+ 1822年）
- 1794年 - テオバルト・ベーム、楽器製作職人（+ 1881年）
- 1796年（寛政8年3月2日） - 伊達周宗、陸奥仙台藩9代藩主（+ 1812年）
- 1806年 - イザムバード・キングダム・ブルネル、技術者（+ 1859年）
- 1821年 - シャルル・ボードレール、詩人（+ 1867年）
- 1830年 - エドワード・マイブリッジ、写真家（+ 1904年）
- 1835年 - レオポルド2世、ベルギー国王（+ 1909年）
- 1841年 - ウィリアム・ジョージ・アストン、外交官、日本学者（+ 1911年）
- 1846年 - フランチェスコ・パオロ・トスティ、作曲家（+ 1916年）
- 1865年 - エーリヒ・ルーデンドルフ、軍人、政治家（+ 1937年）
- 1867年 - クリス・ワトソン、政治家（+ 1941年）
- 1869年 - エリ・カルタン、数学者（+ 1951年）
- 1872年 - レオン・ブルム、政治家、人民戦線指導者（+ 1950年）
- 1878年 - マルセル・グロスマン、数学者（+ 1936年）
- 1879年 - ドク・ホワイト、元プロ野球選手（+ 1969年）
- 1881年 - 杉森孝次郎、評論家、政治学者、社会学者（+ 1968年）
- 1883年 - 水野葉舟、歌人、詩人、作家（+ 1947年）
- 1888年 - 服部玄三、実業家、服部時計店（現セイコーホールディングス）第2代社長、第二精工舎（現セイコーインスツル）設立者（+ 1959年）
- 1888年 - ヒッポ・ボーン、元プロ野球選手（+ 1966年）
- 1889年 - エフレム・ジンバリスト、ヴァイオリニスト（+ 1985年）
- 1889年 - 山下太郎、実業家（+ 1967年）
- 1892年 - 佐藤春夫、詩人（+ 1964年）
- 1898年 - 佐生正三郎、実業家、新東宝初代社長、元日米映画社長・新外映配給社長（+ 1971年）
- 1898年 - 渡辺篤、俳優（+ 1977年）
- 1898年 - ポール・ロブスン、俳優、作家、公民権活動家（+ 1976年）
- 1898年 - カーリー・ランボー、元アメリカンフットボール選手、コーチ（+ 1965年）
- 1899年 - 吉野源三郎、編集者、評論家（+ 1981年）
- 1905年 - J・ウィリアム・フルブライト、政治家（+ 1995年）
- 1906年 - 梅川文男、政治家、プロレタリア文学者、労農運動家、第6代松阪市長（+ 1968年）
- 1906年 - アンタル・ドラティ、指揮者（+ 1988年）
- 1907年 - 稲葉秀三、経済評論家（+ 1996年）
- 1908年 - 宗像誠也、教育学者（+ 1970年）
- 1910年 - 白川静、漢文学者（+ 2006年）
- 1911年 - 野間省一、第4代講談社社長（+ 1984年）
- 1916年 - 木下忠司、作曲家（+ 2018年）
- 1917年 - 大館勲、元プロ野球選手（+ 2000年）
- 1917年 - ブラッド・デクスター、俳優（+ 2002年）
- 1918年 - ヨーン・ウツソン、建築家（+ 2008年）
- 1919年 - ジョン・プレスパー・エッカート、ENIAC開発者（+ 1995年）
- 1921年 - イツハク・ナヴォン、政治家、外交官、劇作家（+ 2015年）
- 1924年 - 村山定男、天文学者（+ 2013年）
- 1926年 - ヒュー・ヘフナー、実業家、雑誌『PLAYBOY』発刊者（+ 2017年）
- 1927年 - 金原亭馬の助（初代）、落語家（+ 1976年）
- 1927年 - 瀧本敦、植物学者
- 1928年 - 久里洋二、洋画家、漫画家、イラストレーター（+ 2024年）
- 1929年 - 大川橋蔵、俳優（+ 1984年）
- 1931年 - 広中平祐、数学者
- 1932年 - 三谷昇、俳優（+ 2023年）
- 1932年 - 大畑庄作、元プロ野球選手（+ 2018年）
- 1932年 - カール・パーキンス、ミュージシャン（+ 1998年）
- 1933年 - ジャン＝ポール・ベルモンド、俳優（+ 2021年）
- 1934年 - 伊香輝男、元プロ野球選手（+ 2009年）
- 1935年 - 清川元夢、声優（+ 2022年）
- 1935年 - 石黒誠作、元プロ野球選手
- 1936年 - 野島一郎、元アナウンサー
- 1937年 - 石弘光、経済学者、第5代政府税制調査会長（+ 2018年）
- 1937年 - 湊谷武雄、元プロ野球選手
- 1938年 - 倉田寛之、政治家、第25代参議院議長（+ 2020年）
- 1938年 - ヴィクトル・チェルノムイルジン、政治家、ロシア首相（+ 2010年）
- 1939年 - 谷育子、声優
- 1940年 - 小林研一郎、指揮者
- 1940年 - エルネスト・カブール、チャランゴ奏者（+ 2022年）
- 1941年 - 三上治、編集者、文筆家、評論家、元政治運動家
- 1941年 - 岩永功、元プロ野球選手
- 1943年 - 井置博文、元プロ野球選手
- 1945年 - 成田アキラ、漫画家
- 1945年 - スティーヴ・ガッド、ドラマー
- 1945年 - 佐藤修二、天文学者
- 1946年 - 髙樹のぶ子、小説家
- 1946年 - 八田広子、政治家
- 1947年 - 杉山佳寿子、声優
- 1947年 - 永島義男、コントラバス奏者
- 1947年 - 飯田幸夫、元プロ野球選手
- 1948年 - 桜井憲、元プロ野球選手
- 1948年 - 保野洋一、政治家
- 1949年 - フィリップ・サンソネッティ、微生物学者
- 1950年 - ピエール・ガニェール、シェフ
- 1952年 - 稲増龍夫、社会学者
- 1952年 - テッド・タリー、脚本家、劇作家
- 1954年 - デニス・クエイド、俳優
- 1954年 - 山内としお、俳優
- 1955年 - 寬仁親王妃信子、皇族
- 1957年 - セベ・バレステロス、プロゴルファー（+ 2011年）
- 1957年 - マルタン・マルジェラ、ファッションデザイナー
- 1957年 - 本多俊之、サクソフォーン奏者
- 1958年 - 小柳友貴美、女優、歌手
- 1960年 - 西崎緑、歌手、女優
- 1960年 - 嶋田信敏、元プロ野球選手
- 1960年 - 佐藤文彦、元プロ野球選手
- 1960年 - 高木宏壽、政治家
- 1962年 - 天宮良、俳優
- 1962年 - 斎藤由香、エッセイスト
- 1963年 - マーク・ジェイコブス、ファッションデザイナー
- 1963年 - 伊藤浩樹、音楽プロデューサー、ギタリスト（ECHOES）
- 1964年 - 金城鉄治、元プロ野球選手
- 1964年 - 永島昭浩、元サッカー選手
- 1966年 - マリオ・ブリトー、元プロ野球選手
- 1966年 - シンシア・ニクソン、女優
- 1966年 - 勅使瓦武志、ミュージカル俳優
- 1967年 - 藤村一人、実業家
- 1968年 - 松村努、漫画家
- 1969年 - 長道聡、起業家、実業家
- 1970年 - 森内紀世、女優、タレント
- 1971年 - 伊藤美紀、女優、歌手
- 1971年 - 古里泰隆、元プロ野球選手
- 1971年 - 谷口尚久、ミュージシャン、音楽プロデューサー
- 1971年 - ジャック・ヴィルヌーヴ、F1レーサー
- 1972年 - ベルナール・アッカ、元格闘家、お笑いタレント（元塩コショー）
- 1972年 - 山本保司、元プロ野球選手
- 1973年 - 三浦靖、政治家
- 1973年 - グラウベ・フェイトーザ、空手家
- 1974年 - 伊藤さおり、お笑いタレント（北陽）
- 1974年 - 森中聖雄、元プロ野球選手
- 1974年 - 松代直樹、元サッカー選手、指導者
- 1974年 - ジェナ・ジェイムソン、ポルノ女優
- 1975年 - ロビー・ファウラー、元サッカー選手
- 1976年 - ERICHI、ミュージシャン（ZZ）
- 1977年 - 藤島じゅん、漫画家
- 1977年 - ジェラルド・ウェイ、ミュージシャン（マイ・ケミカル・ロマンス）
- 1978年 - 天野浩成、俳優
- 1978年 - ジョルジュ・アンドラーデ、元サッカー選手
- 1978年 - 大原崇、声優
- 1978年 - 岡林史泰、声優
- 1980年 - イェルコ・レコ、元サッカー選手
- 1980年 - ミラクルひかる、ものまねタレント、歌手
- 1981年 - デニス・サファテ、プロ野球選手
- 1983年 - 井上治、レフェリー、元プロレスラー
- 1983年 - 呉圭崇、声優
- 1983年 - 福田岳洋、元プロ野球選手
- 1983年 - 風見尚、陸上競技選手
- 1984年 - アダム・ローウェン、プロ野球選手
- 1985年 - 山下智久、歌手、俳優、タレント（元NEWS）
- 1985年 - デビッド・ロバートソン、プロ野球選手
- 1986年 - 厚切りジェイソン、お笑い芸人
- 1986年 - レイトン・ミースター、女優
- 1986年 - 五戸美樹、アナウンサー
- 1987年 - 吉田靖直、歌手（トリプルファイヤー）
- 1987年 - 南里沙、ハーモニカ奏者
- 1987年 - 新井寛乃、元タレント、元アイドル (元腐男塾・彩黄寛兵衛)
- 1987年 - 藤吉佐緒里、元バスケットボール選手
- 1987年 - ジェシー・マッカートニー、歌手、俳優
- 1987年 - エリック・キャンベル、プロ野球選手
- 1988年 - 杏野はるな、元アイドル、元タレント
- 1988年 - 岡本賢明、元サッカー選手
- 1988年 - 悠城早矢、元女優
- 1990年 - 日向泉、元グラビアアイドル
- 1990年 - 久場光、元サッカー選手
- 1990年 - 高良亮子、元サッカー選手
- 1990年 - マティアス・アベロ、サッカー選手
- 1990年 - クリステン・スチュワート、女優
- 1991年 - ガイ・アスリン、サッカー選手
- 1992年 - 新美有加、アナウンサー
- 1992年 - ハードキャッスル エリザベス、アナウンサー、元子役
- 1993年 - 渡邊雄貴、元プロ野球選手
- 1993年 - ヘラン、アイドル、ミュージシャン（元Brave Girls）
- 1993年 - もも、歌手（チャラン・ポ・ランタン）
- 1994年 - 坂本知弘、医者
- 1996年 - 籾木結花、サッカー選手
- 1996年 - 広瀬裕也、声優
- 1996年 - 金森晴香、元バレーボール選手
- 1997年 - 今井美桜、フリーアナウンサー、モデル、タレント
- 1997年 - 工藤夢心、アイドル（元iDOL Street）
- 1997年 - 押田岳、俳優
- 1997年 - JENNI、歌手、YouTuber
- 1997年 - 廣岡大志、プロ野球選手
- 1998年 - エル・ファニング、女優
- 1999年 - リル・ナズ・X、ミュージシャン
- 1999年 - 尊富士弥輝也、大相撲力士
- 2000年 - 坂本花織、フィギュアスケート選手
- 2000年 - 中村貴浩、プロ野球選手
- 2002年 - 平岡海月、アイドル（日向坂46）
- 2003年 - 小澤愛実、アイドル（≒JOY、元シュークリームロケッツ）
- 2003年 - 結城りな、アイドル（ukka）
- 2004年 - 辻井和奏、キックボクサー
- 2007年 - 森﨑美月、子役、ファッションモデル
- 生年不詳 - 千神彩花、アナウンサー
- 生年不詳 - 岩崎良美、アナウンサー
- 生年不詳 - 高辻麗、アイドル、声優（22/7）
- 生年不詳 - 乾萌、声優
- 生年不詳 - 加藤悦子、声優
- 生年不詳 - 高橋春香、声優
- 生年不詳 - 篠原美季、小説家、児童文学作家
- 生年不詳 - 朝菜きり、漫画家

### 人物以外（動物など）
- 1964年 - ヒカルタカイ、競走馬（+ 1990年）
- 1969年 - サンサン、競走馬（+ 1994年）
- 1983年 - メジロラモーヌ、競走馬（+ 2005年）
- 1983年 - ヤマニンアピール、競走馬
- 1985年 - リンドホシ、競走馬
- 1986年 - ムービースター、競走馬（+ 2016年）
- 1992年 - サクラキャンドル、競走馬（+ 2019年）
- 1993年 - サカモトデュラブ、競走馬（+ 2004年）
- 1994年 - オールウェイズロイヤル、競走馬
- 1995年 - エアジハード、競走馬
- 1995年 - ランドパワー、競走馬（+ 2017年）
- 1997年 - エイシンプレストン、競走馬
- 1998年 - イブキライズアップ、競走馬（+ 2005年）
- 1998年 - テイエムオーシャン、競走馬
- 2000年 - ヴィータローザ、競走馬
- 2000年 - カーム、競走馬
- 2001年 - スウィフトカレント、競走馬
- 2002年 - エイシンデピュティ、競走馬
- 2004年 - クィーンスプマンテ、競走馬
- 2004年 - ドラゴンファイヤー、競走馬
- 2005年 - インディアンブレッシング、競走馬
- 2005年 - タケミカヅチ、競走馬（+ 2010年）
- 2013年 - ヴィブロス、競走馬、繁殖牝馬

## 忌日

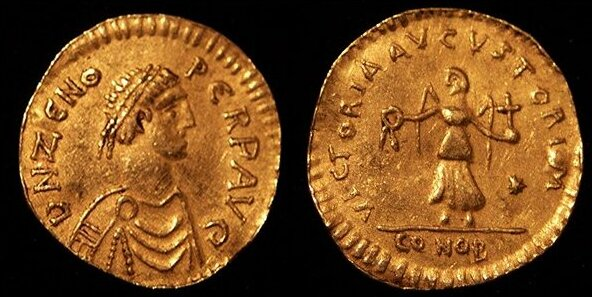
東ローマ帝国皇帝ゼノン(426-491)没。

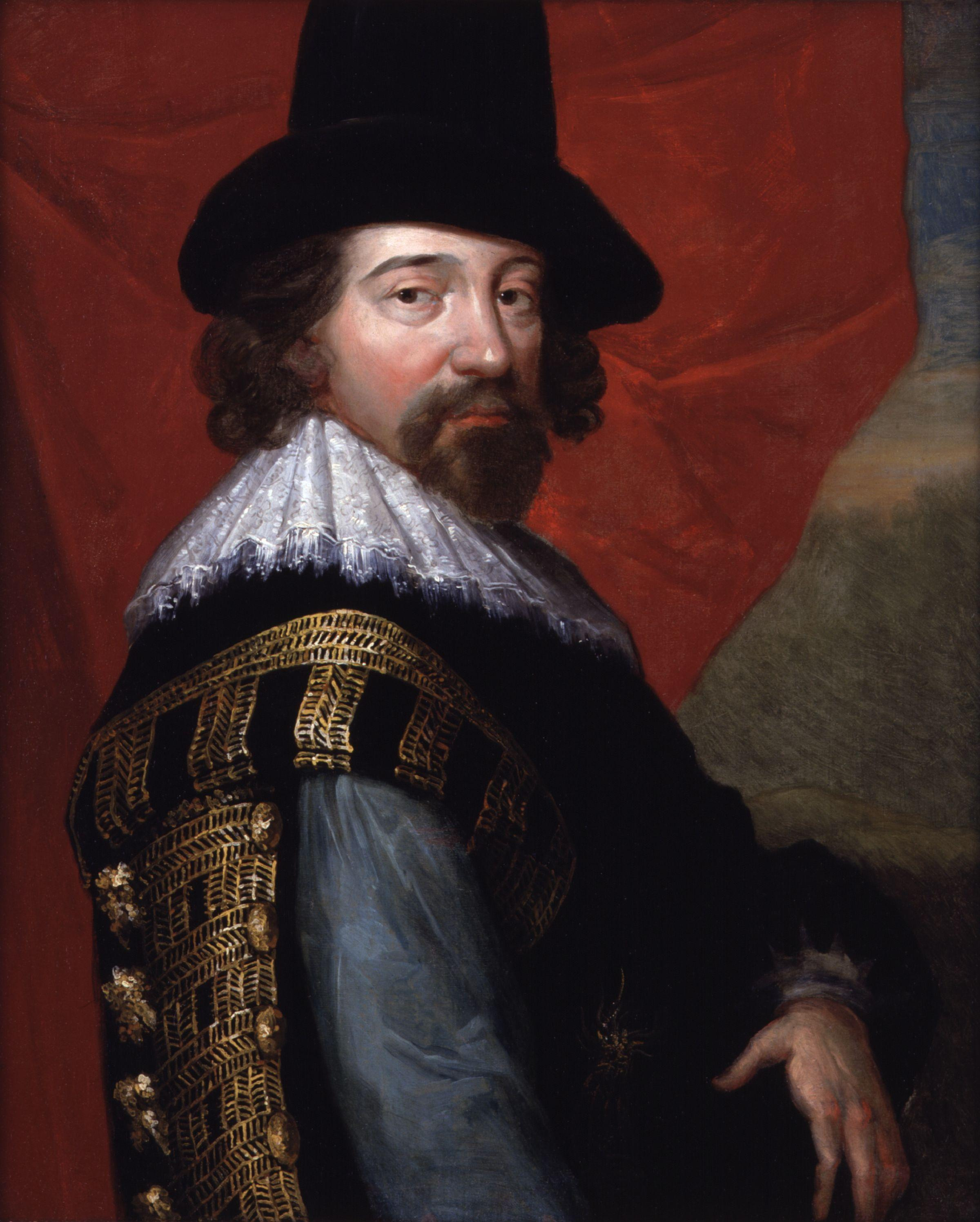
哲学者フランシス・ベーコン(1561-1626)没。知識による自然の支配（「知識は力なり」）を志した。

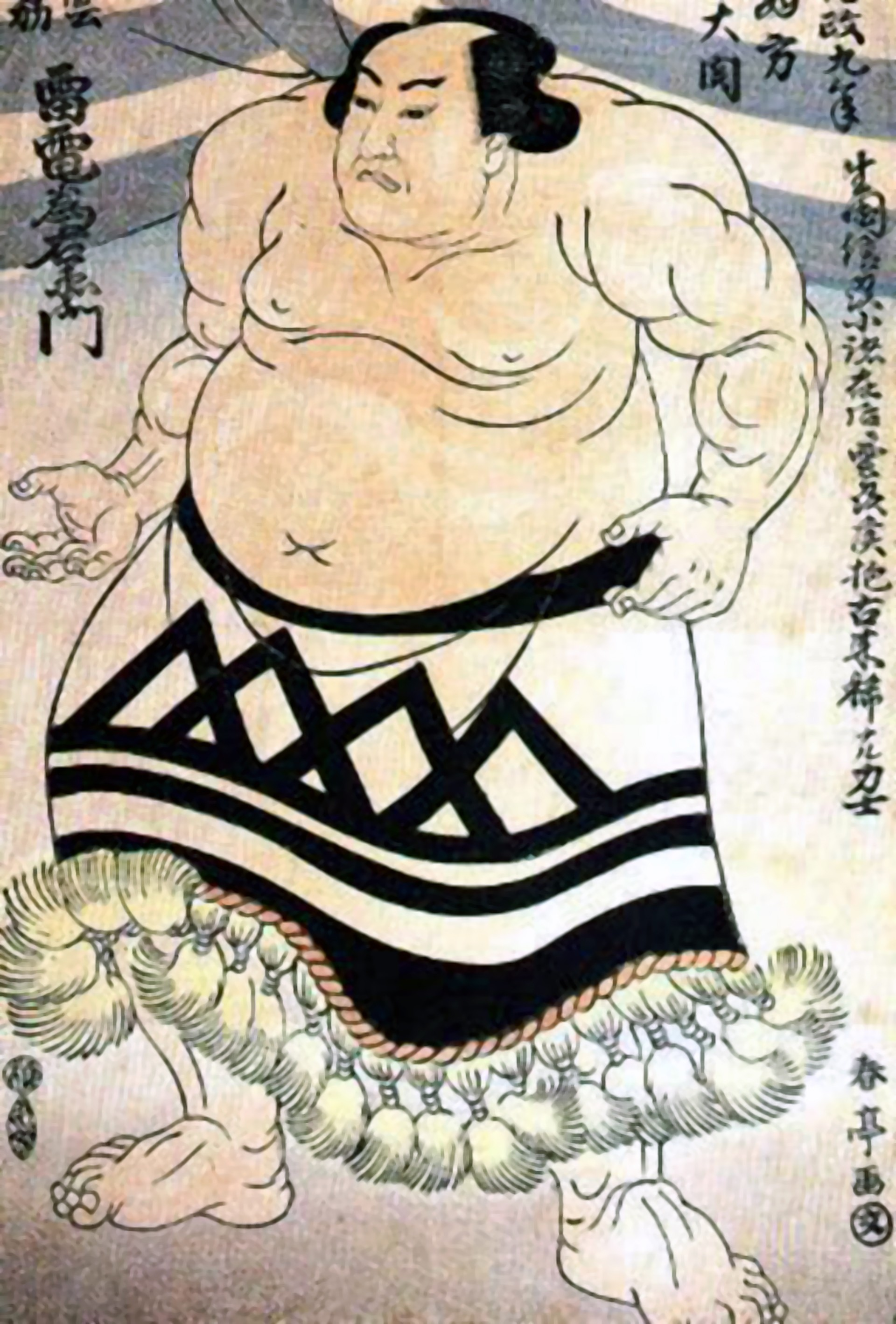
21年間の力士生活で10敗しかせず史上最強とも言われる大関雷電爲右エ門(1767-1825)没。

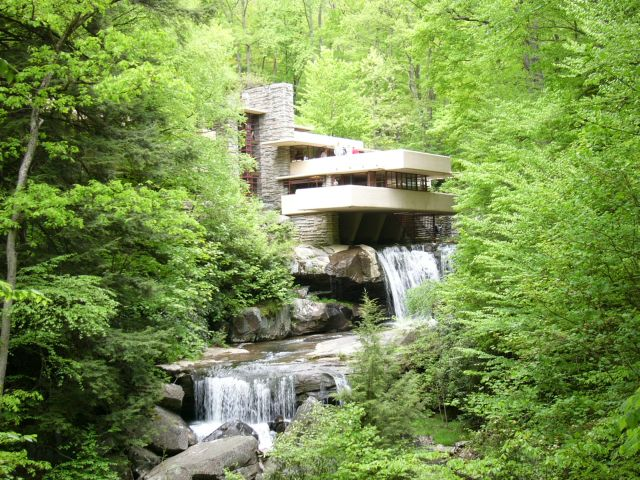
建築家フランク・ロイド・ライト(1867-1959)没。画像は彼の設計による落水荘(1936)。

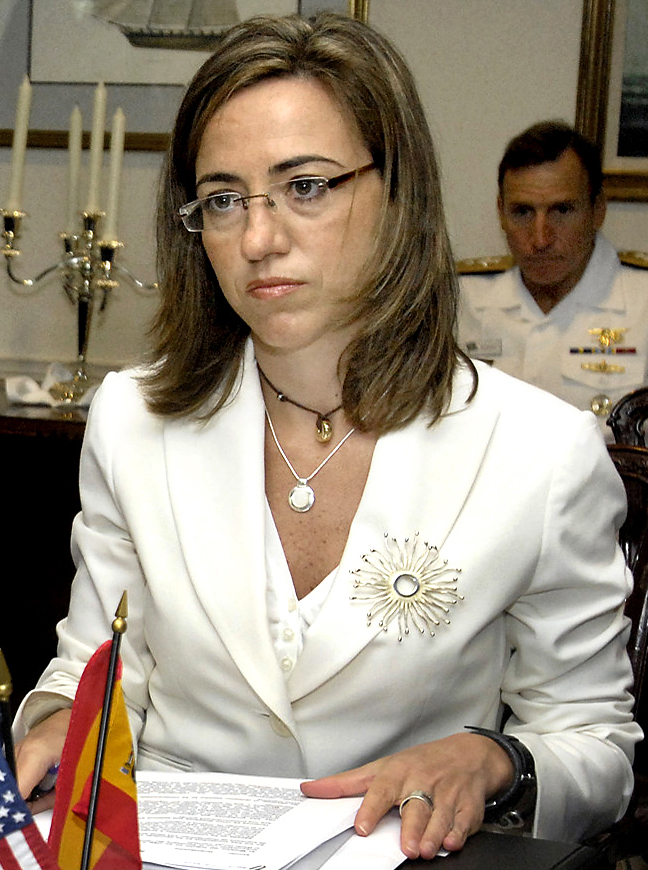
政治家カルマ・チャコン(1971-2017)没。スペイン初の女性国防相（2008–2011）に任命された。

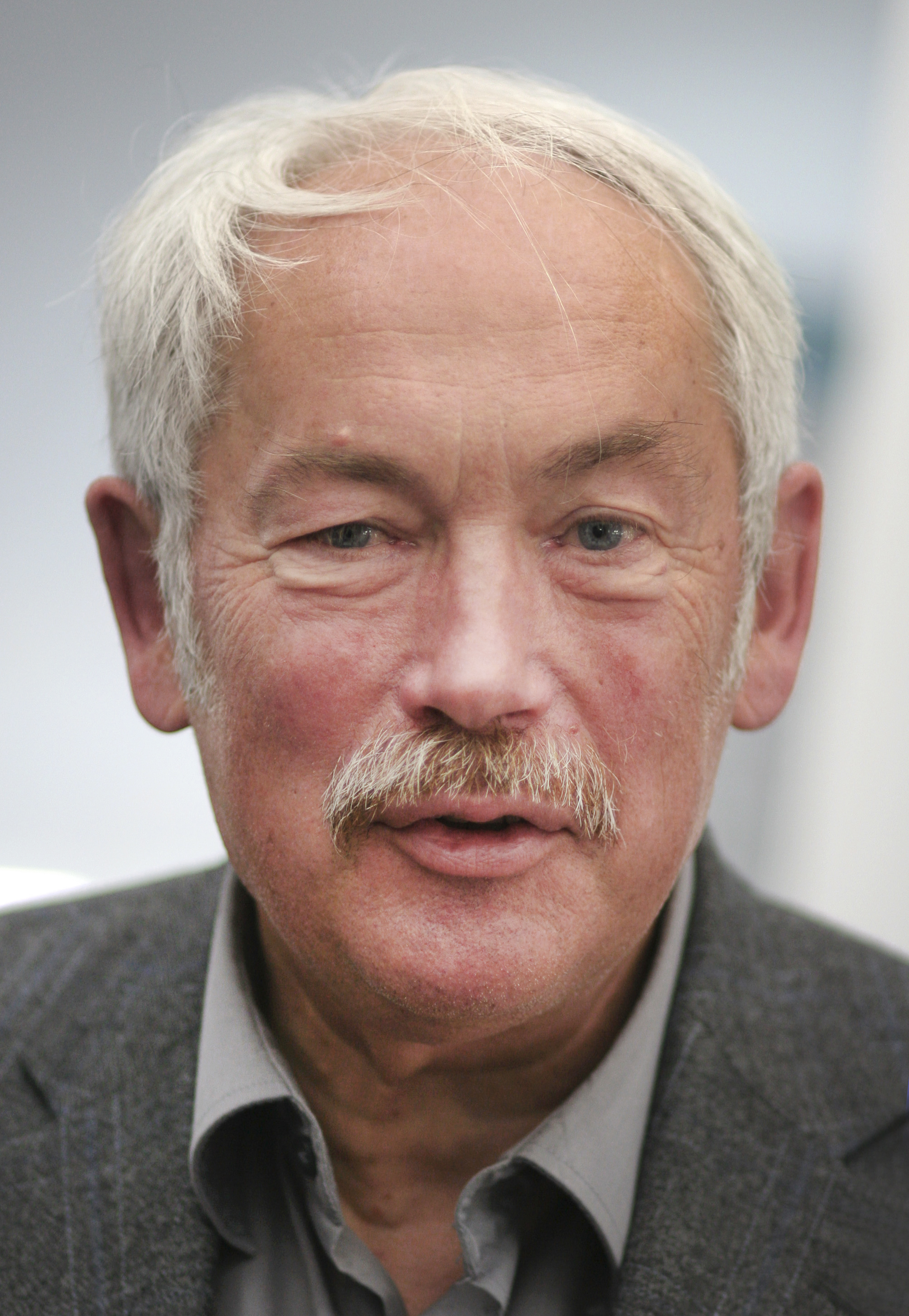
ノーベル物理学賞受賞者ペーター・グリューンベルク(1939-2018)没。彼の研究成果が、ギガバイトハードディスクの成功へつながった。

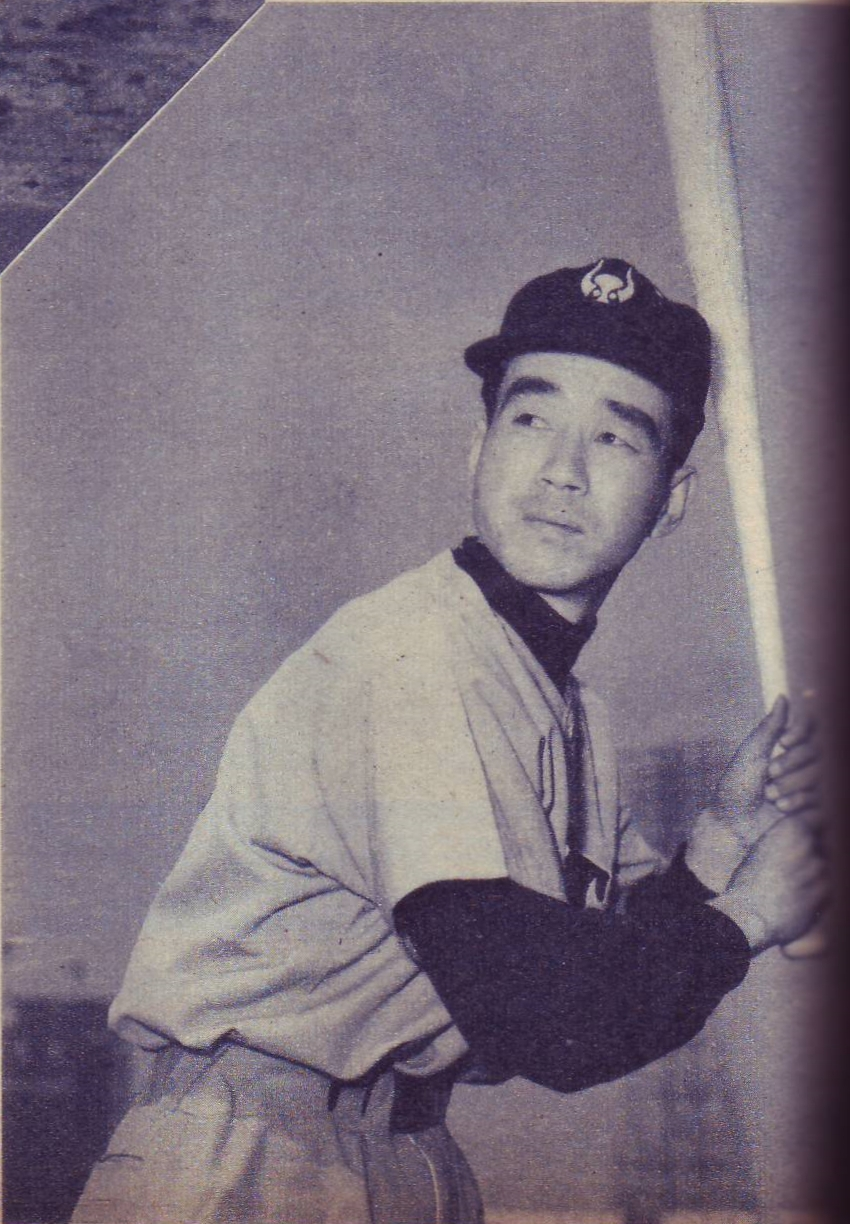
プロ野球選手関根潤三(1927-2020)没。オールスターゲーム初の投手・野手の両方でのファン投票選出を記録した。

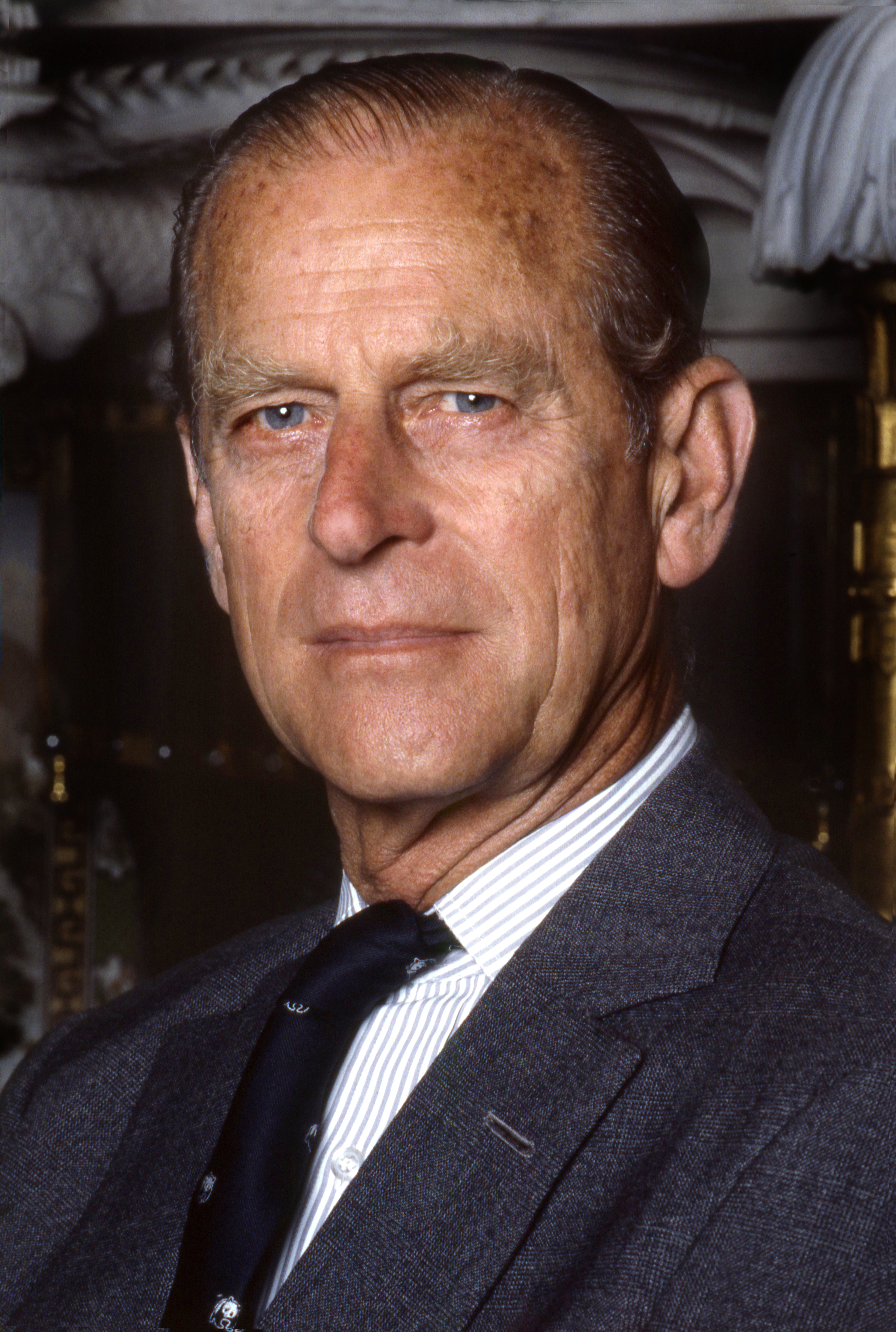
英国女王エリザベス2世の王配エディンバラ公爵フィリップ(1952-2021)没。

- 491年 - ゼノン、東ローマ皇帝（* 426年）
- 1024年 - ベネディクトゥス8世、第143代ローマ教皇（* 生年不詳）
- 1483年 - エドワード4世、イングランド国王（* 1442年）
- 1484年 - エドワード・オブ・ミドルハム、ウェールズ公（* 1473年頃）
- 1553年 - フランソワ・ラブレー、人文主義者、作家、医師（* 1483年頃）
- 1557年 - ミカエル・アグリコラ、フィンランド語最古の文献著者（* 1510年頃）
- 1626年 - フランシス・ベーコン、哲学者（* 1561年）
- 1731年 - ドメニコ・ガレアッツィ（英語版）、画家（* 1647年）
- 1752年 - ルーカス・フォン・ブレダ（英語版）、肖像画家、美術品収集家、実業家（* 1676年）
- 1754年 - クリスティアン・ヴォルフ、哲学者（* 1679年）
- 1764年 - マルコ・ベネフィアル（英語版）、画家（* 1684年）
- 1780年（安永9年3月5日） - 松平頼真、第6代高松藩主（* 1743年）
- 1789年（寛政元年3月14日） - 三浦梅園、思想家（* 1723年）
- 1804年 - ジャック・ネッケル、フランス革命期の財政家（* 1732年）
- 1806年 - ウィレム5世、オランダ総督（* 1748年）
- 1807年 - ジョン・オーピー、画家（* 1761年）
- 1825年（文政8年2月21日） - 雷電爲右エ門、大相撲力士、大関（* 1767年）
- 1837年 - ドメニコ・クアーリョ、画家（* 1787年）
- 1850年 - ウィリアム・プラウト、化学者、医師、プラウトの仮説を提唱（* 1785年）
- 1858年 - ヨーゼフ・カール・シュティーラー、画家（* 1781年）
- 1879年 - アントニオ・パニッツィ、第6代大英博物館館長（* 1797年）
- 1828年 - ダンテ・ゲイブリエル・ロセッティ、画家、詩人（* 1828年）
- 1889年 - ミシェル＝ウジェーヌ・シュヴルール、化学者（* 1786年）
- 1915年 - フリードリヒ・レフラー、細菌学者（* 1852年）
- 1922年 - パトリック・マンソン（英語版）、医師、寄生虫学者（* 1844年）
- 1935年 - ルートヴィヒ・ドイッチュ、画家（* 1855年）
- 1936年 - フェルディナント・テンニース、社会学者（* 1855年）
- 1939年 - 加藤寛治、日本海軍の連合艦隊司令長官、軍令部長（* 1870年）
- 1945年 - 竹内浩三、詩人（* 1921年）
- 1945年 - ヴィルヘルム・カナリス、ドイツ海軍の大将、国防軍情報部部長（* 1887年）
- 1945年 - ゲオルク・エルザー、1939年のヒトラー暗殺未遂事件首謀者（* 1903年）
- 1945年 - ディートリヒ・ボンヘッファー、ルター派の牧師、神学者（* 1906年）
- 1948年 - ホルヘ・エリエセル・ガイタン、政治家（* 1903年）
- 1951年 - ヴィルヘルム・ビヤークネス、気象学者、海洋学者（* 1862年）
- 1952年 - 三鬼隆、経営者、元日本製鐵（現・日本製鉄）社長、初代八幡製鐵社長（* 1892年）
- 1952年 - 大辻司郎、漫談家（* 1896年）
- 1959年 - フランク・ロイド・ライト、建築家（* 1867年）
- 1959年 - アンリ＝ピエール・ロシェ、小説家（* 1879年）
- 1961年 - ゾグー1世、アルバニア王（* 1895年）
- 1963年 - ベンノ・モイセイヴィチ、ピアニスト（* 1890年）
- 1968年 - 島津忠重、日本海軍の少将（* 1886年）
- 1970年 - 高橋掬太郎、作詞家（* 1901年）
- 1971年 - ウィル・ハリッジ、アメリカンリーグ会長（* 1883年）
- 1972年 - 深見安博、元プロ野球選手（* 1919年）
- 1972年 - ジェームズ・F・バーンズ、政治家、元米国国務長官（* 1882年）
- 1976年 - 福島正実、編集者、SF作家（* 1929年）
- 1976年 - 武者小路実篤、小説家（* 1885年）
- 1976年 - 矢代秋雄、作曲家（* 1929年）
- 1980年 - 中山伊知郎、経済学者（* 1898年）
- 1981年 - 犬丸徹三、実業家、元帝国ホテル社長（* 1887年）
- 1984年 - 雨森雅司、声優、俳優（* 1930年）
- 1985年 - 東郷文彦、外交官（* 1915年）
- 1987年 - ホルスト・ダスラー、実業家、元アディダス会長（* 1936年）
- 1988年 - 田宮虎彦、小説家（* 1911年）
- 1989年 - 加藤五一[10]、実業家、元三井造船社長（* 1891年）
- 1990年 - 成田三樹夫、俳優（* 1935年）
- 1991年 - モーリス・ビンダー、タイトルデザイナー（* 1925年）
- 1991年 - ノリス・ボーデン、フィギュアスケート選手（* 1926年）
- 1992年 - 太田利三郎、銀行家（* 1901年）
- 1992年 - 鳩山道夫、電子工学研究者（* 1911年）
- 1992年 - チャールズ・ギンズバーグ（英語版）、電気工学者（* 1920年）
- 1995年 - 多賀谷真稔、政治家（* 1920年）
- 1996年 - ジェームズ・ラウス、都市プランナー、市民活動家（* 1914年）
- 1997年 - 島薗安雄、精神科医、東京医科歯科大学名誉教授（* 1920年）
- 1998年 - 舘豊夫、実業家、元三菱自動車工業社長（* 1920年）
- 1998年 - 浅蔵五十吉、陶芸家（* 1913年）
- 1999年 - 井口朝生、歴史小説家（* 1925年）
- 1999年 - イブライム・バレ・マイナサラ、軍人、政治家（* 1949年）
- 1999年 - 門恵美子、プロレスラー（* 1976年）
- 2001年 - 橋本鐵彦、興行師、元吉本興業社長（* 1904年）
- 2001年 - ウィリー・スタージェル、元プロ野球選手（* 1940年）
- 2002年 - 戸川敬一、ドイツ文学者、上智大学名誉教授（* 1909年）
- 2002年 - 安東次男、俳人、詩人、翻訳家（* 1919年）
- 2002年 - 中薗英助、小説家、推理作家（* 1920年）
- 2002年 - 小野喜孝、経営者、元井筒屋社長（* 1924年）
- 2002年 - 額田やえ子、英語翻訳家（* 1927年）
- 2004年 - ジュリアス・サング、陸上競技選手（* 1948年）
- 2005年 - 関屋晋、合唱指揮者（* 1928年）
- 2007年 - エゴン・ボンディ（英語版）、哲学者、作家、詩人（* 1930年）
- 2008年 - ハーマン・カー（英語版）、物理学者（* 1924年）
- 2008年 - 毛利彰、イラストレーター（* 1935年）
- 2009年 - エルフリーデ・ゲルストル（ドイツ語版）、作家（*1932年）
- 2009年 - 黒沢明、ギタリスト、作詞家（*1934年）
- 2009年 - 後藤田圭博、医師、元医療法人社団東山会理事長（* 1938年）
- 2009年 - ニック・エイデンハート、元プロ野球選手（* 1986年）
- 2010年 - ばばこういち、ジャーナリスト（* 1933年）
- 2010年 - 井上ひさし、小説家、劇作家（* 1934年）
- 2011年 - シドニー・ルメット、映画監督（* 1924年）
- 2011年 - ピエール・セリス、ホワイトビール醸造業者（* 1925年）
- 2011年 - ロジャー・ニコルズ（英語版）、レコーディング・エンジニア（* 1944年）
- 2012年 - 戸沢充則、考古学者、元明治大学学長（* 1932年）
- 2012年 - 青野武、声優（* 1936年）
- 2013年 - ザオ・ウーキー、画家（* 1920年）
- 2013年 - エミリオ・ペリコーリ、歌手（* 1928年）
- 2014年 - 千葉一男、実業家、元王子製紙社長（* 1925年）
- 2014年 - 山本浩、実業家、元水戸証券副社長（* 1953年）
- 2015年 - 三條美紀、女優（* 1928年）
- 2016年 - 犬養智子、評論家（* 1931年）
- 2016年 - 中村登美、政治家（* 1916年）
- 2016年 - 牛込惟浩、プロ野球スカウト、メジャーリーグアナリスト（* 1936年）
- 2016年 - 岩崎富士男、クリエイティブ・ディレクター、作詞家（* 1937年または1938年）
- 2017年 - 北島角子、女優（* 1931年）
- 2017年 - 村田邦彦、実業家、ピエトロ創業者（* 1941年）
- 2017年 - キム・ヨンエ、女優（* 1951年）
- 2017年 - カルマ・チャコン、政治家（* 1971年）
- 2018年 - 坂上富男、政治家、弁護士（* 1927年）
- 2018年 - 叡南覚照、僧侶、天台宗大僧正、延暦寺一山玉照院住職（* 1927年）
- 2018年 - 沖守弘[11]、報道写真家（* 1929年）
- 2018年 - ペーター・グリュンベルク、物理学者、ノーベル物理学賞受賞者（* 1939年）
- 2018年 - ジグジドゥ・ムンフバト、モンゴル相撲横綱、1968年メキシコシティー五輪レスリング銀メダリスト（* 1941年）
- 2018年 - 後藤完夫、アメリカンフットボール解説者、出版社タッチダウン社主（* 1943年）
- 2018年 - イヴァン・ミャータン、政治家、元スロバキア文化相（* 1958年）
- 2019年 - リチャード・E・コール（英語版）、元アメリカ空軍軍人（* 1915年）
- 2019年 - チャールズ・ヴァン・ドーレン（英語版）、作家、編集者（* 1926年）
- 2019年 - マリリン・スミス、プロゴルファー、世界ゴルフ殿堂（* 1929年）
- 2019年 - ポール・ホランダー（英語版）、社会学者、作家（* 1932年）
- 2019年 - エルウィン・バーレカンプ、数学者（* 1940年）
- 2019年 - 島次郎、舞台美術家（* 1946年）
- 2019年 - ニコライ・ゴルバチョフ（ロシア語版）、カヤック選手、1972年ミュンヘン五輪金メダリスト（* 1948年）
- 2020年 - 何金銘（中国語版）、中国武術家（* 1925年）
- 2020年 - 関根潤三、元プロ野球選手（* 1927年）
- 2020年 - 元炳旿、鳥類学者、慶熙大学校名誉教授（* 1929年）
- 2020年 - モート・ドラッカー（英語版）、風刺画家、漫画家（* 1929年）
- 2020年 - リュシ・ドレーヌ（フランス語版）、歌手、女優、声優（* 1931年）
- 2020年 - リチャード・タイテルバウム（英語版）、作曲家、キーボード奏者（* 1939年）
- 2020年 - ハーヴェイ・ゴールドステイン、統計学者（* 1939年）
- 2020年 - ディミトリー・スミルノフ、作曲家（* 1948年）
- 2020年 - アンディ・ゴンサレス（英語版）、ジャズ・コントラバス奏者（* 1951年）
- 2020年 - 岡田公伸、テレビプロデューサー、実業家、元毎日放送取締役（* 1959年）
- 2020年 - 川村わかな、元お笑い芸人（元連戦姉妹）（* 1986年）
- 2021年 - エディンバラ公爵フィリップ、英国王族、エリザベス2世女王の王配（* 1921年）
- 2021年 - ジューン・ニュートン（英語版）、モデル、女優、写真家（* 1923年）
- 2021年 - ラムゼイ・クラーク、法律家、政治家、第66代米国司法長官（* 1927年）
- 2021年 - 重野安正、政治家（* 1941年）
- 2021年 - エッケハルト・ファッサー（英語版）、元ボブスレー選手、1988年カルガリー五輪金メダリスト（* 1952年）
- 2021年 - 桑田茂、実業家、元RSKホールディングス・RSK山陽放送社長（* 1952年）
- 2021年 - DMX、音楽プロデューサー、ヒップホップMC、俳優（* 1970年）
- 2022年 - フラリド・ラガーロンド、スーパーセンテナリアン（* 1910年）
- 2022年 - ミヒャエル・デーゲン（ドイツ語版）、俳優、演出家、作家（* 1928年）
- 2022年 - ジャック・ヒギンズ、小説家（* 1929年）
- 2022年 - ジャンパオロ・ロッド（イタリア語版）、ミュージシャン、ギタリスト、俳優、エンターテイナー（* 1930年）
- 2022年 - 諸石幸生、音楽評論家（* 1948年）
- 2022年 - クリス・ベイリー（英語版）、歌手、プロデューサー（* 1956年）
- 2022年 - ドウェイン・ハスキンズ、アメリカンフットボール選手（* 1997年）
- 2023年 - 澄川喜一、彫刻家、東京芸術大学名誉教授（* 1931年）
- 2023年 - カール・ベルガー、ジャズピアニスト、作曲家、教育者（* 1935年）
- 2023年 - 山本栄彦、政治家、元山梨県知事、甲府市長（* 1935年）
- 2023年 - リチャード・ン、俳優（* 1939年）
- 2023年 - ワルター・デシュパリ（英語版）、チェロ奏者、指導者（* 1947年）
- 2024年 - ハイメ・デ・アルミニャン（英語版）、脚本家、映画監督（* 1927年）
- 2024年 - 秋山信子、人形作家（* 1928年）
- 2024年 - 屋山太郎、政治評論家（* 1932年）
- 2024年 - ウラジーミル・アクショーノフ、宇宙飛行士（* 1935年）
- 2024年 - ヤギヤスオ[12]、イラストレーター（* 1949年）
- 2024年 - 元木泰雄、歴史学者、京都大学名誉教授（* 1954年）
- 2024年 - パオロ・ピニンファリーナ（英語版）、エンジニア、デザイナー、実業家、元ピニンファリーナ会長（* 1958年）

### 人物以外（動物など）
- 2010年 - オースミレパード、競走馬、日本競馬史上最高齢勝利記録（* 1991年）

## 記念日・年中行事

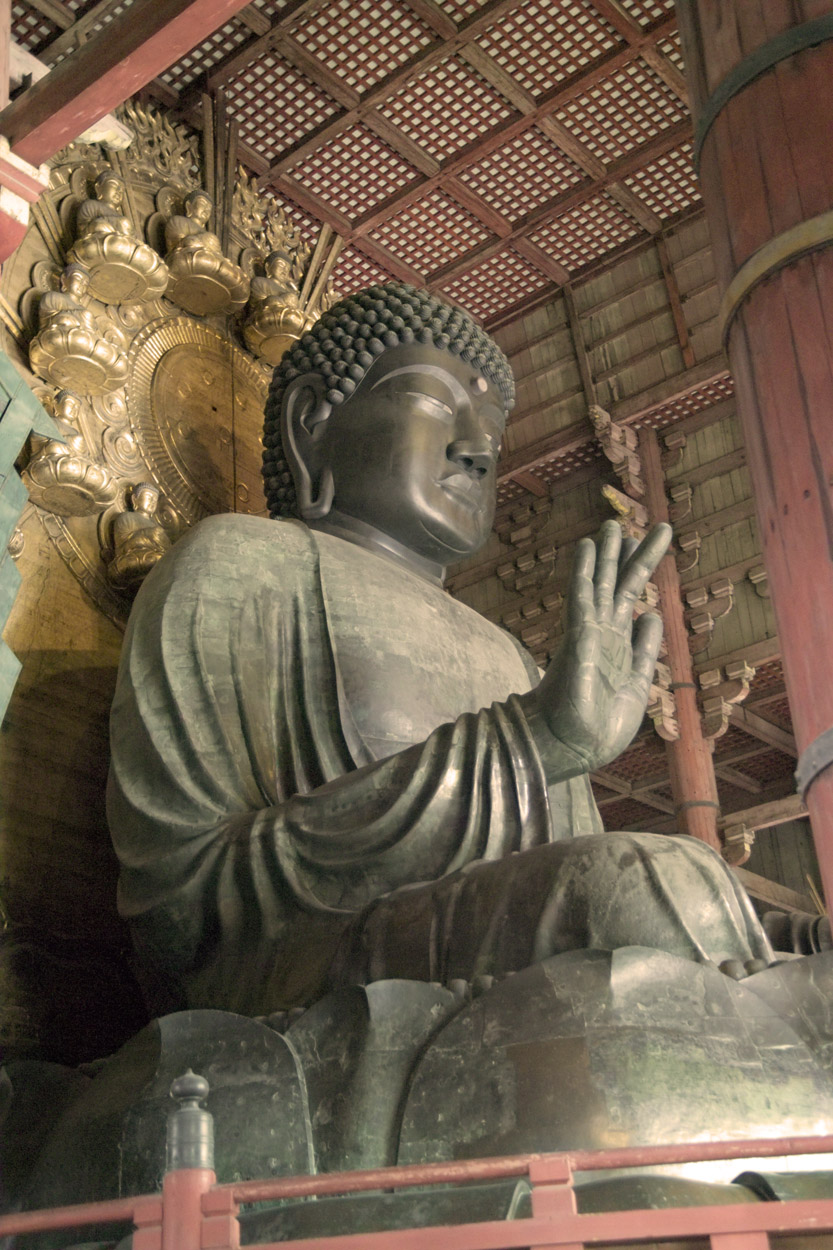
大仏の日。奈良の大仏の開眼供養の日にちなむ

- 大仏の日（ 日本）
天平勝宝4年旧暦4月9日（新暦752年5月26日）に奈良の大仏の開眼供養が行われたことにちなむ。
- 大神神社例祭 ( 日本)
奈良県桜井市の大神神社の、国の安泰や五穀豊穣を祈るもので、二千年来の伝統を誇る。祭典は4月8日の宵宮祭、4月9日の大神祭、4月10日の後宴祭と三日間にわたり催される。春の大神祭とも呼ばれ、同日午後に若宮神幸祭が続いて行われる[13]。
- 左官の日（ 日本）
日本左官業組合連合会が制定。「しっ(4)く(9)い」の語呂合せ。
- 鍼灸の日（ 日本）
鍼灸をもっと身近に、もっと手軽に、もっと安心にとの思いから日本鍼灸協会が制定。日付は「鍼(4)灸(9)」の語呂合せ[14]。
- 子宮の日（ 日本）
語呂合せ。
- 反核燃の日（ 日本）
青森県労働組合が制定。1985年のこの日、当時の北村正哉青森県知事が県議会の全員協議会で核燃料サイクル施設の推進を表明したことにちなむ。
- フォークソングの日（ 日本）
4を英語のfour、9をくと読む語呂合わせ。フォークソングをさらに広め、フォークソング文化の発展に寄与することを目的に、女性フォークデュオのやなわらばーが発案し、所属レーベルPANAMが日本記念日協会に申請して、2015年に認定された[15]。
- フィンランド語の日（ フィンランド）
「フィンランド語の書き言葉の父」と呼ばれるミカエル・アグリコラの忌日。
- 勇者の日（ フィリピン）
1942年のこの日、日本軍がフィリピンのバターン半島を攻略した。バターン半島陥落の記念とその戦死者を追悼するために制定された休日。
- 天皇皇后両陛下ご訪問の日（ パラオ・ペリリュー州）
パラオのペリリュー州では、明仁天皇・美智子皇后が慰霊のためペリリュー島を訪問された2015年4月9日を祝日とした。2015年以降も、4月9日は「天皇皇后両陛下ご訪問の日」とし、ペリリュー州の祝日として法律で制定された[16]。